# Municipalité de Lerdo
La municipalité de Lerdo est une des 39 municipalités qui composent l'État mexicain de Durango, placé dans la région Lagunera, son chef-lieu est la ville de Lerdo.

## Géographie
La municipalité de Lerdo se trouve dans la zone nord-est de l'État de Durango et fait partie de la région Lagunera, une agglomération des municipalités de Lerdo et Gómez Palacio (État de Durango), et de Torreón (État de Coahuila).
Elle se trouve entre les coordonnées géographiques 25° 10' - 25° 47' de latitude nord et 103° 20' - 103° 59' de longueur ouest. Son extension territoriale est de 1 868,80 km2. Elle est délimitée au nord et nord-ouest par la municipalité de Mapimí, au nord-ouest avec la municipalité de Gómez Palacio, au sud-ouest avec la municipalité de Générale Simón Bolívar, au sud avec la municipalité de Cuencamé et à l'ouest avec la municipalité de Nazas, à l'est limite avec l'état de Coahuila, en particulier avec la municipalité de Torreón, la municipalité de Viesca.

## Démographie
Selon le dénombrement réalisé en 2010 par l'Institut National de Statistique et Géographie, la population totale de la municipalité de Lerdo est de 141 043 habitants, dont 69 737 hommes et 71 306 femmes.

### Localités

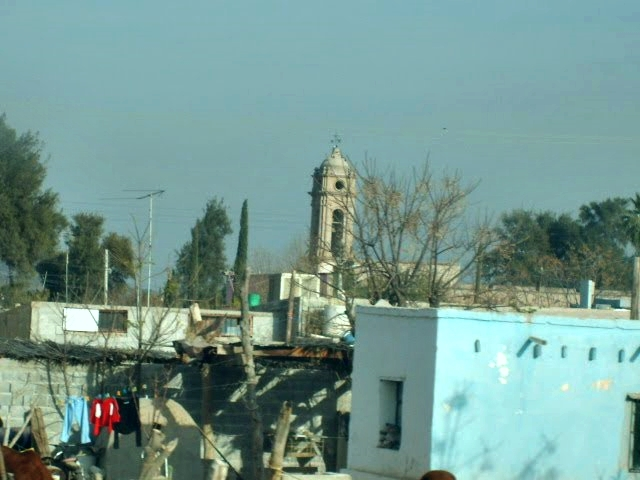
Banlieue La loma

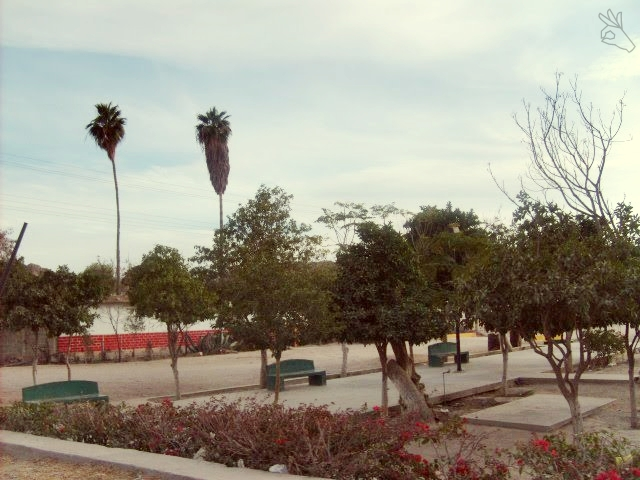
Banlieue los angeles

Lerdo compte 195 localités. Les principales, en 2010, sont :
| Localité            | Population |
| Totale              | 141 043    |
| Ville de Lerdo      | 79 669     |
| Nazareno            | 7 515      |
| Ciudad Juárez       | 7 069      |
| La Loma             | 4 045      |
| León Guzmán         | 3 335      |
| Carlos Real         | 3 021      |
| El Huarache         | 2 709      |
| Juan E. García      | 2 457      |
| Villa de Guadeloupe | 2 376      |
| Sapioris            | 1 866      |

## Politique

### Représentation législative
Pour l'élection des Députés locaux au Congrès de Durango et des Députés fédéraux à la Chambre des Députés du Mexique, Gómez Palais se trouve intégré dans les arrondissements électoraux suivants :
Locale:
- IX Arrondissement Électoral Local de Durango avec comme chef-lieu la Ville Lerdo.
- XII Arrondissement Électoral Local de Durango avec comme chef-lieu la Ville Lerdo.
- XIII Arrondissement Électoral Local de Durango avec comme chef-lieu la Ville Lerdo.

Fédérale:
- II Arrondisesment Électoral Fédéral de Durango avec comme chef-lieu la ville de Gómez Palais[4].

### Présidents municipaux
- (1939 - 1940): Jesús López Luévanos
- (1940 - 1942): Alberto Galarza
- (1943 - 1944): Evaristo Rodríguez
- (1945 - 1946): Atanacio Galiciens
- (1946 - 1949): Francisco Landeros
- (1950 - 1952): Rodolfo Sarabia
- (1953 - 1955): Raúl Ramírez
- (1955 - 1956): Santiago Lavín Cadre
- (1956 - 1959): Miguel Bretado
- (1959 - 1961): Emilio M. Cárdenas (PRI)
- (1961 - 1962): Aurelio Galiciens (PRI)
- (1962 - 1965): Angel Jáuregui (PRI)
- (1965 - 1968): Luis Moraux (PRI)
- (1968 - 1971): Diego Martínez (PRI)
- (1971 - 1974): Leobardo Martínez (PRI)
- (1974 - 1977): Basilio Ramírez (PRI)
- (1977 - 1980): Jesús Reyes Esquivel (PRI)
- (1980 - 1983): Héctor Alvarez Jáuregui (PRI)
- (1983 - 1986): Vicente García Ramírez (PRI)
- (1986 - 1989): Luis Fernando González Achem (PRI)
- (1989 - 1992): Luis Araujo Longorio (PRI)
- (1992 - 1994): Francisco Javier Moraux Fernández (PRI)
- (1994 - 1995): Francisco Javier Holguín García (PRI)
- (1995 - 1998): Rosaire Castro Lozano (PAN)
- (1998 - 2001): Gerardo Alberto Katsicas Ramos (PAN)
- (2001 - 2004): Luis Fernando González Achem (PRI)
- (2004 - 2007): Rosaire Castro Lozano (PAN)
- (2007 - 2010): Carlos Aguilera Andrade (PRI)
- (2010 - 2013): Roberto Carmona Jáuregui (PRI)
- (2013 - ): Luis de Villa Barrera (PRI)

## Patrimoine
Au nord-ouest de la ville de Lerdo, à une vingtaine de kilomètres avant Mapimí et peu avant le hameau de Vicente Suárez, s'ouvrent les grutas del Rosario (grottes du Rosaire), ensemble de cavités souterraines naturelles aménagées pour le tourisme.

### Sources
- Institut National pour le Fédéralisme et le Développement Municipal, Secrétariat de Gobernación (2005). Instituto Nacional para el Federalismo y el Desarrollo Municipal, « Enciclopedia de los Municipios de México » [archive du 10 mai 2007], 2005 (consulté le 20 janvier 1)
- Instituto Nacional de Estadística y Geografía, « Prontuario de información geográfica municipal de los Estados Unidos Mexicanos: Lerdo, Durango », 2009 (consulté le 20 janvier 1) (2009). Instituto Nacional de Estadística y Geografía, « Prontuario de información geográfica municipal de los Estados Unidos Mexicanos: Lerdo, Durango », 2009 (consulté le 20 janvier 1)